# L'Espionne de Castille
Pour les articles homonymes, voir The Firefly et L'Espionne.
Pour plus de détails, voir Fiche technique et Distribution.

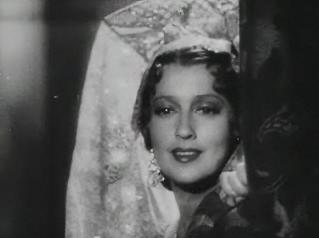
Jeanette MacDonald

L'Espionne de Castille (The Firefly) est un film musical américain réalisé par Robert Z. Leonard, sorti en 1937.

## Synopsis
Nina Maria Azara est une belle et séduisante espionne qui se fait passer pour une chanteuse espagnol pendant les guerres napoléoniennes. Sa mission consiste à séduire les officiers français afin qu'ils lui révèlent les intentions de Napoléon envers l'Espagne. Elle est envoyée à Bayonne puis en France pour recueillir des secrets militaires. Elle rencontre Don Diego alors qu'elle se produit dans une auberge, sans savoir qu'il est en fait le capitaine André, envoyé en Espagne pour l'espionner. 
En France, Nina découvre la véritable identité de Diego, mais seulement après être tombée amoureuse de lui. Elle réussit à déjouer ses ravisseurs potentiels et retourne chez elle, où elle se cache. Les troupes de Napoléon envahissent l'Espagne, ce qui entraîne plus tard la capture de Nina. Par un étrange coup du sort, Nina et le capitaine André sont réunis bien que leurs deux nations soient désormais en guerre.

## Fiche technique
- Titre : L'Espionne de Castille
- Titre original : The Firefly
- Réalisateur : Robert Z. Leonard, assisté de Joseph M. Newman (non crédité)
- Scénario : Frances Goodrich et Albert Hackett d'après une pièce de Otto A. Harbach
- Adaptation : Ogden Nash
- Direction musicale : Herbert Stothart
- Musique : Rudolf Friml
- Lyrics : Otto Harbach, Chet Forrest, Gus Kahn et Bob Wright
- Chorégraphe : Albertina Rasch
- Directeur de la photographie : Oliver T. Marsh
- Directeur artistique : Cedric Gibbons
- Costumes : Adrian
- Montage : Robert Kern
- Producteur : Hunt Stromberg et Robert Z. Leonard (non crédité)
- Société de production et de distribution : Metro-Goldwyn-Mayer
- Pays de production : américain
- Langue : anglais
- Genre : Film musical
- Format : Noir et blanc - 35 mm - 1,37:1 - Son : mono (Western Electric Sound System)
- Durée : 131 minutes
- Dates de sortie :
  - États-Unis : 1er septembre 1937 (New York), 5 novembre 1937 (sortie nationale)
  - France : 16 février 1938
- Chanson, version française : « Sympathie » [Je n'ai que sympathie, que sympathie profonde] (de Rudolf Friml, Palex et Louis Hennevé) et chantée par Élyane Célis).

## Distribution
- Jeanette MacDonald : Nina Maria Azara
- Allan Jones : Don Diego / Capitaine André
- Warren William : Colonel de Rouchemont
- Billy Gilbert : Aubergiste
- Douglass Dumbrille : le marquis de Melito
- Henry Daniell : Général Savary
- Leonard Penn : Étienne Du Bois
- Tom Rutherford : Ferdinand VII
- Belle Mitchell : Lola
- George Zucco : Saint-Clair, chef des services secrets
- Corbet Morris : Duvall
- Matthew Boulton : le duc de Wellington